# Eione
Eione, Eion oder Eiones (altgriechisch Ἠιόνες) ist der antike Hafenort von Mykene. Es war eine Gründung der Dryoper. Der Ort wurde unter den von Diomedes in den Trojanischen Krieg angeführten Städten genannt. Eione wurde sehr früh zerstört und verlassen, so dass Strabon schon nicht mehr die Lage des Ortes kannte.
Eione lag wahrscheinlich bei Kandia. Hier fand man auch mykenische Reste auf einer kleinen Burg.